# Eariodes flavicilia
Eariodes flavicilia là một loài bướm đêm trong họ Geometridae.